# Anita (strip)
Anita is een serie van drie erotische stripalbums van de Italiaanse striptekenaar Guido Crepax. Hij maakte de tekeningen in de jaren 70 en 80 van de 20e eeuw. Het personage Anita zou zijn gebaseerd op de Zweedse actrice Anita Ekberg.
In de verhalen draait het om de jonge vrouw Anita. Zij leidt een saai leven maar heeft levendige seksuele fantasieën. Hierin spelen apparaten als een telefoon, een computer of een televisie een centrale rol.
De serie bestaat uit drie albums:
- Anita (1979)[4]
- Hello Anita
- Anita in diretta

De strips zijn in kleur uitgebracht, in tegenstelling tot het meeste van Crepax' werk.